# جیمز ادواردز (هنرپیشه)
جیمز جانسون ادواردز (انگلیسی: James Johnson Edwards؛ ۶ مارس ۱۹۱۸ – ۴ ژانویهٔ ۱۹۷۰) هنرپیشه سینما و تلویزیون اهل ایالات متحده آمریکا بود.
از فیلم‌ها یا برنامه‌های تلویزیونی که وی در آن نقش داشته‌است می‌توان به فریب کوگان، پاتن، کاندیدای منچوری، کشتن، پیروزی درخشان، صحنه‌سازی و شورش کین اشاره کرد.